# چارلز ببیج

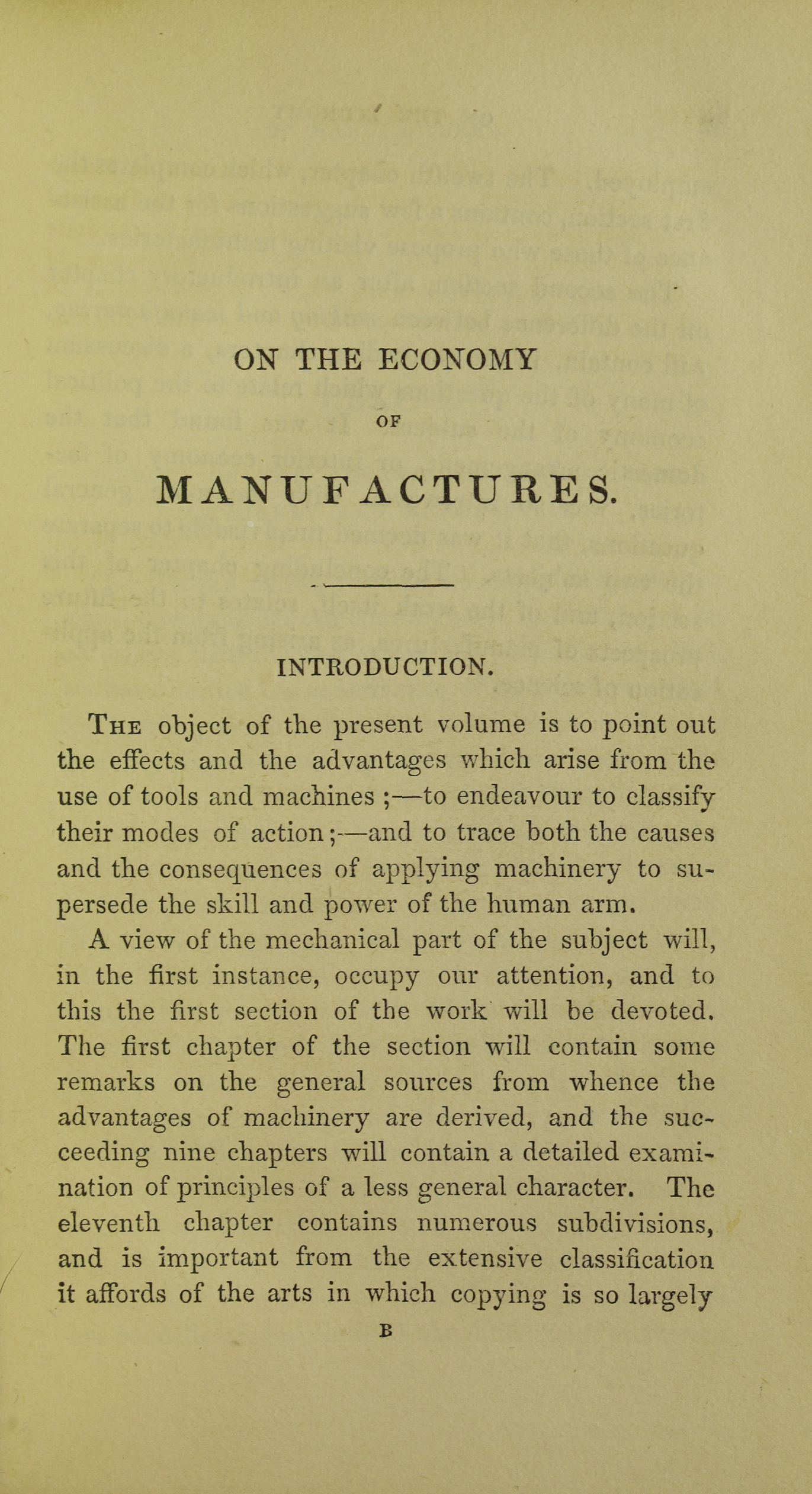
On the economy of machinery and manufactures, 1835

چارلز بابیج (به انگلیسی: Charles Babbage) (یا بـَبـِج) (زاده ۲۶ دسامبر ۱۷۹۱ – درگذشته ۱۸ اکتبر ۱۸۷۱) یک فیلسوف تحلیلگر و ریاضیدان انگلیسی و نخستین کسی بود که ایده یک ماشین محاسبه گر برنامه‌پذیر را ارائه داد.
وی در سال ۱۸۲۰ طراحی ماشین محاسبه گر خود را آغاز نمود؛ ماشینی که بعدها به نام ماشین تفاضلی معروف شد. بابیج ایده و وقت بسیار زیادی را صرف کرد تا بتواند ماشین محاسبه گر مکانیکی را طراحی کند که اولاً: بتواند به صحت نتایج اعلام شده به وسیله او اطمینان داشت و دوم: این که زمان طولانی را که صرف محاسبات پیچیده و طولانی می‌شد را کاهش دهد. وی برای این کار طرحهایی مبتنی بر ساختارهای مکانیکی متنوع طراحی و با ارائه آن به دولت وقت انگلستان آنها را راضی کرد تا روی ساخت این ابزار مهم سرمایه‌گذاری کنند. نتیجه مذاکرات وی با دولت ۱۷ هزار پوند حمایت مالی بود که از طرح او به عمل آمد. با این کمک مالی و همین‌طور استفاده از مجموعه‌ای از مهندسان و صنعتگران، وی زمانی طولانی را صرف ساخت ابزارهای لازم برای بدنه نهایی ماشین تفاضلی خود کرد اما برخلاف انتظار، وی به نتیجه جالبی نرسید و حتی نتوانست نمونه کاملی از ماشین خود را ارائه کند. بخش‌هایی از سازوکارهای ناتمام ساخت او در موزه دانش لندن به نمایش درآمده است.
در سال ۱۹۹۱ بر پایه طرح‌های اصلی بابیج یک دستگاه تفاضلی (Difference engine) ساخته شد که به‌خوبی کار می‌کرد. این امر نشان داد که دستگاه بابیج درصورتی‌که کامل می‌شد می‌توانست به‌خوبی کار کند.
وی همان سالها روی طرح ماشین پیچیده تری هم کار می‌کرد که نام ماشین تحلیلی بر آن گذشته بود.
شاید یکی از عواملی که به بابیج اجازه نداد تا طرح ماشین تفاضلی خود را نهایی کند، کار هم‌زمان روی ۲ طرح بسیار زمانگیر بود اما بدون توجه به نتیجه کار طرح و ایده ماشین تحلیلی، درهای جدیدی به روی چشم‌انداز آیندهٔ دنیای رایانه گشود. بابیج برای این که ابزار تحلیل گرش بتواند چیزی فراتر از یک ماشین حساب مکانیکی باشد مجبور شد برخی ایده‌ها را وارد سیستم طراحی خود کند که سالها بعد به عنوان سنگ بنای محاسبات رایانه‌های جدید تر به حساب آمدند. از جمله این موارد می‌توان به کارت‌های پانچ شده در این دستگاه اشاره کرد. بابیج پیشنهاد کرده بود که در این ابزار از دو گونه کارت سوراخ دار یا پانچ شده استفاده شود. با کمک یک دسته از این کارتها (که به عنوان ورودی سیستم عمل می‌کردند) اعدای که باید محاسبات روی آن انجام می‌گرفت به دستگاه داده می‌شد و با کمک کارت‌های دوم نوع عملیاتی که باید روی اعداد به انجام برسد مشخص می‌شد. بدین ترتیب ماشین با گرفتن فرمان از این ورودی‌های خاص و با کمک ابزارهایی مکانیکی به تحلیل داده‌ها و اعلام نتیجه نهایی می‌پرداخت. حتی امروز هم بسیاری از محققان مطمئن نیستند که با استفاده از فناوری رایج در زمان بابیج واقعهٔ ساخت این ابزار امکان‌پذیر بوده‌است یا نه، اما مهم‌تر از ساخت این ابزار توسط وی ایده آن بود. در نسل بعدی ماشین‌های محاسب، کارتهای پانچ شدهٔ بابیج به عنوان یکی از ورودی‌های اصلی شناخته می‌شد و حتی تا همین اواخر و پیش از آن که کاربرد کامپیوترهای خانگی همه گیر شود، از این ابزار به عنوان یک ورودی استاندارد استفاده می‌شد. کار عظیم بابیج اگر چه هیچگاه در طول زندگی وی از حد طرح و ایده اولیه خارج نشد و او هم هیچگاه نتوانست نتیجه کار ماشین محاسبه گر خود را ببیند، اما توانست امکانپذیر بودن برخی گزینه‌های به‌نظر نا ممکن را اثبات کند. گام بابیج نسبت به طرح و ابزاری که پاسکال در سال ۱۶۴۲ در پاریس ساخته بود فراتر بود.
رایانه بر اساس موتور تجزیه و تحلیل (آنالیتیکال) چارلز بابیج Charles Babbage پایه‌ریزی شده‌است. این ایده در قرن هجدهم شکل گرفت، در دههٔ ۱۹۴۰ به بهره‌برداری رسید و تا دههٔ ۱۹۸۰ استفادهٔ رایانه فراگیر شد. این پیشرفت با تغییر موضع از پردازش دسته‌ای به پردازش تعاملی و معرفی اینترنت هم‌زمان گردید.